# Mandøhuset
Mandøhuset er et egnsmuseum på øen Mandø i vadehavet. Huset, der fremstår næsten som da det blev bygget i 1831, var et skipperhjem som så mange andre hjem på øen. Dyr og marker blev varetaget af hustru og børnene, mens manden sejlede langfart. Meget af indretningen stammer fra den slægt, der boede i huset indtil det blev købt til museumsbrug i 1962. En del af bygningen er indrettet til mindre, separate udstillinger, bl.a. om redningsvæsenets historie, strandinger på Mandø, skibsmodeller, Mandødragter og historier fra 2. verdenskrig.
Museets åbningstider er sammenfaldende med bussernes ankomst- og afgangstider til øen.
55°16′26.58″N 8°32′14.59″Ø / 55.2740500°N 8.5373861°Ø